# Edmund Davies, Baron Edmund-Davies
Herbert Edmund Edmund-Davies, Baron Edmund-Davies (* 15. Juli 1906 in Mountain Ash, Mid Glamorgan; † 26. Dezember 1992) war ein britischer Jurist, der zuletzt als Lord of Appeal in Ordinary aufgrund des Appellate Jurisdiction Act 1876 als Life Peer auch Mitglied des House of Lords war.

## Leben

### Rechtsanwalt, Recorder und High Court Judge
Davies absolvierte nach dem Schulbesuch ein Studium der Rechtswissenschaften am King’s College London sowie mit finanzieller Unterstützung durch ein Vinerian Scholarship am Exeter College der University of Oxford. Nach Abschluss des Studiums erhielt er 1929 seine anwaltliche Zulassung bei der Rechtsanwaltskammer (Inns of Court) von Gray’s Inn, arbeitete aber zwischen 1930 und 1931 zunächst als Lecturer an der London School of Economics (LSE), ehe er danach eine Tätigkeit als Barrister aufnahm.
Zu Beginn des Zweiten Weltkrieges leistete er seinen Militärdienst als Reserveoffizier bei den Royal Welch Fusiliers und wurde 1942 erst Recorder (Stadtrichter) von Merthyr Tydfil, danach zwischen 1944 und 1953 von Swansea sowie zuletzt zwischen 1953 und 1958 Recorder von Cardiff. Zugleich fungierte er zwischen 1953 und 1964 als Vorsitzender des Vierteljahrsgerichts (Court of Quarter Sessions) von Denbighshire.
1958 wurde Davies an den für England und Wales zuständigen High Court of Justice berufen und wirkte dort bis 1966 als Richter in der Kammer für Zivilsachen (Queen’s Bench Division). Des Weiteren wurde er 1958 zum Knight Bachelor geschlagen und führte fortan den Namenszusatz „Sir“.

### Lordrichter und Oberhausmitglied
Nach Beendigung seiner Tätigkeit am High Court of Justice erfolgte 1966 seine Berufung zum Richter (Lord Justice of Appeal) am Court of Appeal, dem für England und Wales zuständigen Appellationsgericht, an dem er bis 1974 tätig war. Daneben wurde er 1966 auch zum Privy Councillor ernannt.
Zuletzt wurde Davies durch ein Letters Patent vom 1. Oktober 1974 aufgrund des Appellate Jurisdiction Act 1876 als Life Peer mit dem Titel Baron Edmund-Davies, of Aberpennar in the County of Mid Glamorgan zum Mitglied des House of Lords in den Adelsstand berufen und wirkte bis zu seinem Rücktritt am 30. September 1981 als Lordrichter (Lord of Appeal in Ordinary).
Daneben war Baron Edmund-Davies zwischen 1974 und 1985 Pro-Kanzler der University of Wales sowie zugleich von 1982 bis 1988 Präsident des London Welsh Trust, der unter anderem das in London ansässige Wales-Zentrum (Canolfan Cymry Llundain) betreibt.